# Dicentrarchus

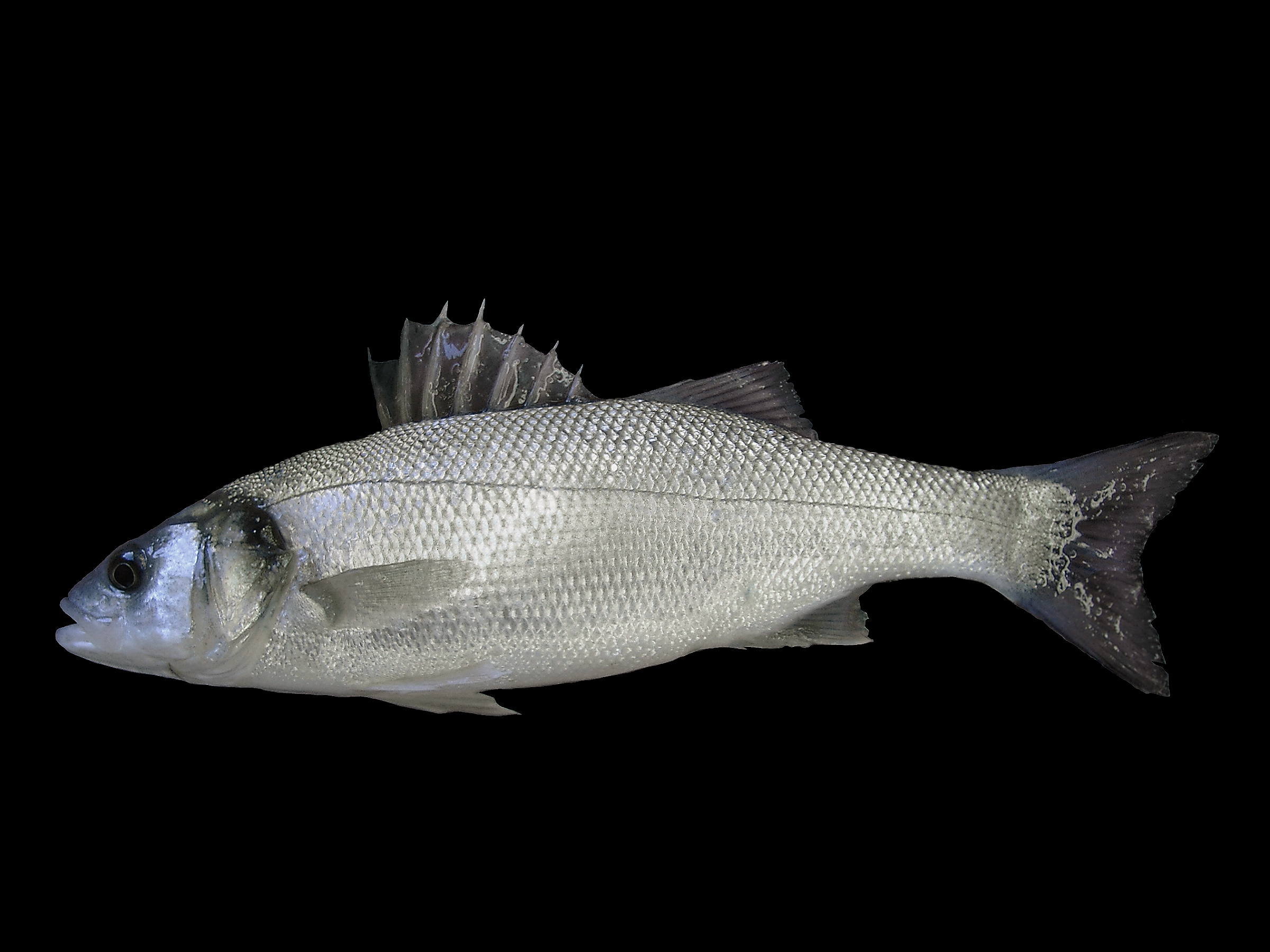
Llobarro capturat a Bèlgica

Dicentrarchus és un gènere de peixos pertanyent a la família dels morònids. En són representants als Països Catalans el llobarro pigallat (Dicentrarchus punctatus) i el llobarro (Dicentrarchus labrax).

## Descripció
- Tenen la vora posterior del preopercle finament dentada i la vora inferior amb denticles forts.
- Dues espines planes a l'opercle.
- Dues aletes dorsals separades.
- Aleta caudal moderadament bifurcada.[3]

## Reproducció
Les larves i els ous són pelàgics.

## Alimentació
Mengen principalment gambetes i mol·luscs i, en menor mesura, peixos.

## Hàbitat i distribució geogràfica
Són peixos litorals (també a les llacunes) i gregaris (els joves) que viuen a l'Atlàntic oriental i la mar Mediterrània.

## Ús comercial
Són econòmicament importants, ja que la seua carn és molt apreciada.

## Taxonomia
- Llobarro (Dicentrarchus labrax) (Linnaeus, 1758)[4]
- Llobarro pigallat (Dicentrarchus punctatus) (Bloch, 1792)[5][6][7][8][9][10]